# Hrabstwo Lincoln (Kentucky)

Piramida wieku hrabstwa

Hrabstwo Lincoln – hrabstwo w USA, w stanie Kentucky. Według danych z 2010 roku, hrabstwo zamieszkiwały 24742 osoby. Siedzibą hrabstwa jest Stanford.

## Miasta
- Crab Orchard
- Eubank
- Hustonville
- Stanford